# Flyleaf
Flyleaf – amerykański zespół rockowy. Powstał w 2000 roku w Temple w Teksasie.  

## Historia
Po wizycie u swojej mamy w Arlington, Mosley założyła nowy zespół i wybrała pozostanie w mieście, zamiast wracać do Missisipi. Ostatecznie jednak przeprowadziła się do Temple w Teksasie, gdzie poznała perkusistę Jamesa Culpeppera. Następnie przyłączyli się Jared Hartmann i Sameer Bhattacharya. "Sameer i Jared bardzo eksperymentują z melodią, mamy odmienne potrzeby, ale i tak jesteśmy wciąż razem. Mamy takie same pasje i serca pełne nadziei i stąd bierze się to piękne uczucie. To jest magiczne" – mówi Mosley. Basista Pat Seals dołączył do zespołu w 2002, porzuciwszy poprzednią grupę The Gore.
W przeciągu dwóch lat jako Passerby zespół wydał trzy krótkie płyty i zagrał ponad 100 koncertów w samym Teksasie, promowany przez firmę Runt Entertainment.
W 2004 Passerby wystąpił przed przedstawicielem wytwórni płytowej RCA w Nowym Jorku w nadziei na wyrobienie sobie marki. RCA nie spodobał się występ, ale prezes innej wytwórni, Octone Records, który został tam potajemnie zaproszony, był bardzo zainteresowany zespołem. Na zaproszenie na występ dla Octone czekali kilka dni, koczując w swoim vanie zaparkowanym na postoju dla tirów. 7 stycznia 2004 roku, po występie, na stronie Octone Records ukazała się informacja o nowym zespole.
W marcu Flyleaf wyjechał do Seattle w Waszyngtonie, aby nagrać krótką płytę z Rickiem Parasharem (Pearl Jam). Potem wyjechali w trasę z Breaking Benjamin, Staind i 3 Doors Down, aby promować swoją płytę.
W 2005 roku zespół nagrał swój pierwszy album z Howardem Bensonem (My Chemical Romance). Nagrania zostały zakończone 4 października 2005 roku, a płyta wyszła pod tytułem Flyleaf. Pierwszym singlem była piosenka I'm So Sick. Utwór został wykorzystany w filmie Lena Wisemana pt. Szklana pułapka 4.0 (Die Hard 4.0). Fully Alive to drugi singiel. 
W 2006 roku zespół przeniósł się do wytwórni J-Records. 12 kwietnia 2006 Flyleaf wystąpił po raz pierwszy na żywo w telewizji na kanale Fouse TV Daily Download. Wykonał piosenkę I'm so sick, która była na piątym miejscu w stacji i All Around Me. 10 lipca 2006 roku Flyleaf przedstawił pierwszy raz swoje dwa single.
10 listopada 2009 roku został wydany drugi album studyjny zespołu pt. Memento Mori. 30 października 2012 roku ukazał się trzeci album studyjny Flyleaf zatytułowany New Horizons. Wkrótce potem Lacey Mosley odeszła z zespołu, zastąpiła ją Kristen May, poprzednio związana z formacją Vedera. W nowym składzie zespół nagrał album pt. Between the Stars, który ukazał się 16 września 2014 roku. W 2016 roku May odeszła z zespołu.

## Dyskografia

### Albumy
| 2005                          | Flyleaf - Data: 4 października 2005 - Wydawca: A&M/Octone          | 57 | 1 | 12 | 3 | - USA: platynowa płyta |
| 2009                          | Memento Mori - Data: 10 listopada 2009 - Wydawca: A&M/Octone       | 8  | 1 | 2  | — |                        |
| 2012                          | New Horizons - Data: 30 października 2012 - Wydawca: A&M/Octone    | 16 | 1 | 4  | — |                        |
| 2014                          | Between the Stars - Data: 16 września 2014 - Wydawca: Loud & Proud | 33 | 3 | 8  | — |                        |
| "—" pozycja nie była notowana |                                                                    |    |   |    |   |                        |

### Single
| Rok                            | Singel                     | Pozycja na liście | Pozycja na liście | Pozycja na liście | Pozycja na liście | Pozycja na liście | Certyfikat             | Album            |
| Rok                            | Singel                     | USA               | USA Pop           | USA Alt.          | USA Main.         | USA Christ.       | Certyfikat             | Album            |
| ------------------------------ | -------------------------- | ----------------- | ----------------- | ----------------- | ----------------- | ----------------- | ---------------------- | ---------------- |
| 2004                           | "Breathe Today"            | —                 | —                 | —                 | —                 | —                 |                        | Flyleaf (EP)     |
| 2005                           | "Do You Hear What I Hear?" | —                 | —                 | —                 | —                 | —                 |                        | Non-album single |
| 2005                           | "I'm So Sick"              | —                 | —                 | 27                | 12                | 27                |                        | Flyleaf          |
| 2006                           | "Fully Alive"              | 125               | —                 | 31                | 13                | 5                 |                        | Flyleaf          |
| 2007                           | "All Around Me"            | 40                | 12                | 6                 | 20                | 1                 | - USA: platynowa płyta | Flyleaf          |
| 2007                           | "Perfect"                  | —                 | —                 | —                 | —                 | 2                 |                        | Flyleaf          |
| 2007                           | "Breathe Today" (reedycja) | —                 | —                 | —                 | 36                | 8                 |                        | Flyleaf          |
| 2008                           | "There for You"            | —                 | —                 | —                 | —                 | —                 |                        | Flyleaf          |
| 2009                           | "Again"                    | —                 | —                 | 19                | 15                | 39                |                        | Memento Mori     |
| 2009                           | "Beautiful Bride"          | —                 | —                 | —                 | —                 | —                 |                        | Memento Mori     |
| "—" pozycja nie była notowana. |                            |                   |                   |                   |                   |                   |                        |                  |

### Minialbumy
| Rok  | Tytuł                                                               |
| ---- | ------------------------------------------------------------------- |
| 2002 | Broken Wings: Special Edition - Data: 2002 - Wydawca: Dang! Studios |
| 2003 | Passerby - Data: 2003 - Wydawca: Dang! Studios                      |
| 2003 | Broken Wings - Data: 2003 - Wydawca: Dang! Studios                  |
| 2004 | Flyleaf - Data: 26 października 2004 - Wydawca: Octone              |
| 2006 | Music as a Weapon - Data: 2006 - Wydawca: J Records/Octone          |
| 2007 | Much Like Falling - Data: 30 października 2007 - Wydawca: Octone    |
| 2010 | Remember to Live - Data: 7 grudnia 2010 - Wydawca: Octone           |

## Teledyski
| Rok  | Tytuł             | Reżyseria            | Album        |
| ---- | ----------------- | -------------------- | ------------ |
| 2004 | "Breathe Today"   | Dave Garcia          | Flyleaf EP   |
| 2006 | "I'm So Sick"     | The Brothers Strause | Flyleaf      |
| 2006 | "Fully Alive"     | The Brothers Strause | Flyleaf      |
| 2007 | "All Around Me"   | Paul Fedor           | Flyleaf      |
| 2008 | "Sorrow"          | Jake Davis           | Flyleaf      |
| 2009 | "Again"           | Meiert Avis          | Memento Mori |
| 2009 | "Beautiful Bride" | Don Tyler            | Memento Mori |